# TRIM (protein)

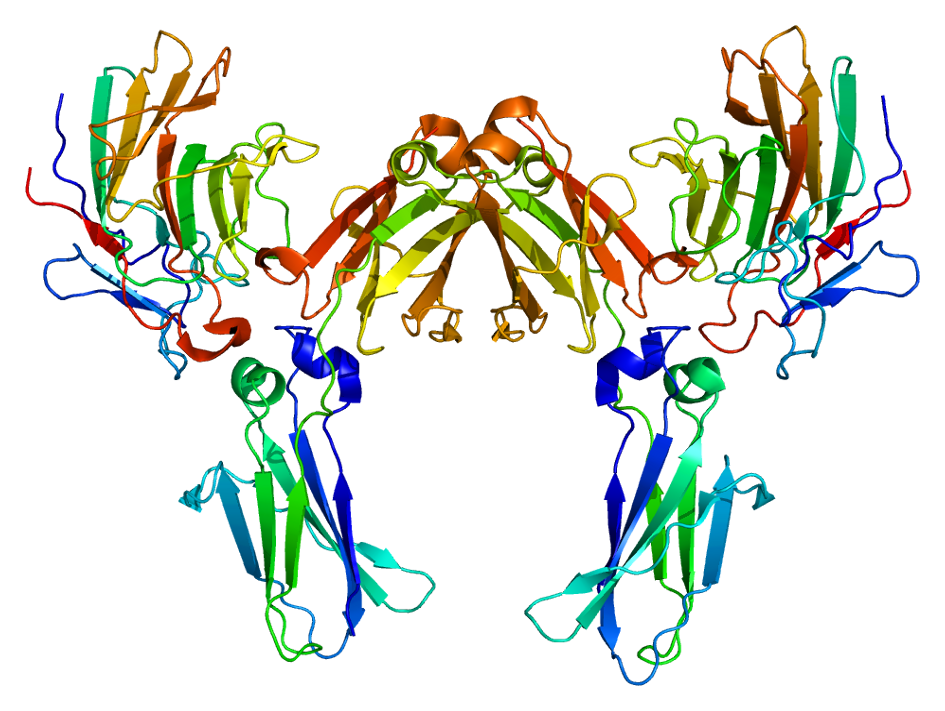
TRIM21

TRIM (tripartite motif-containing family) je proteinová rodina v tělech živočichů, která na N-konci obsahuje typický TRIM motif. V buňce mají široké spektrum různých fyziologických funkcí, jsou to mj. ubiquitin ligázy. Vyskytují se v cytoplazmě nebo v jádře buněk.

## Struktura
Typický TRIM motif je složený z:
1. RING finger domény;
2. jednoho nebo dvou B-box zinkových prstů;
když je přítomen jen jeden B-box, je to vždy B-box 2. typu
když jdou přítomny dva B-boxy, B-box 1. typu vždy předchází B-box 2. typu
3. coiled-coil oblasti.

Na C-konci TRIM proteinů se nachází:
(a) u TRIM proteinů skupiny 1: jedna z následujících domén: NHL a IGFLMN doména, PHD finger, MATH doména, ARF doména, EXOIII doména
(b) u TRIM proteinů skupiny 2: SPRY C-terminální doména

## Funkce
V lidském genomu se nachází kolem 60 TRIM proteinů. Enzymaticky jsou to (díky své RING finger doméně) tzv. RING-finger ubiquitin ligázy; díky tomu mohou regulovat široké spektrum buněčných procesů. Podobají se tím TRAF proteinům, které mají stejnou enzymatickou funkci a podobnou strukturu. Mnohé TRIM proteiny jsou indukovány interferony a umožňují časnou (neadaptivní) odpověď na virovou infekci (tzv. pattern recognition). Jisté TRIM proteiny se podílí na regulaci transkripce v jádře – díky vazbě na transkripční faktory. Některé, jako PML (TRIM19), jsou díky tomu i důležitými regulátory buněčné proliferace a diferenciace a hrají tak důležitou roli i v rakovinném bujení. Jiné se účastní regulace důležitých kroků embryonálního vývoje.